# سنت ان دو ماداوسکا
سنت ان دو ماداوسکا (به انگلیسی: Sainte-Anne-de-Madawaska) یک منطقهٔ مسکونی در کانادا است که در ماداوسکا واقع شده‌است. سنت ان دو ماداوسکا ۹٫۲۱ کیلومتر مربع مساحت و ۱٬۰۰۷ نفر جمعیت دارد.